# True Disaster
True Disaster ist ein Lied der schwedischen Sängerin und Songwriterin Tove Lo. Am 15. November 2016 wurde True Disaster als zweite Singleauskopplung aus ihrem zweiten Album Lady Wood unter dem Label Island Records veröffentlicht. True Disaster wurde von Tove Lo, Ludvig Söderberg und Oscar Holter geschrieben und auch von Oscar Holter produziert.

## Musikvideo
Das Musikvideo ist ein Teil des Kurzfilms Fairy Dust. Der Film wurde von Tim Erem gedreht und am 30. Oktober 2016 auf ihrem Vevo Kanal hochgeladen.

## Veröffentlichung
| Region             | Datum             | Format                 | Label            |       |
| ------------------ | ----------------- | ---------------------- | ---------------- | ----- |
| Weltweit           | 14. Oktober 2016  | Download               | Island Records   | [ 2 ] |
| Vereinigte Staaten | 15. November 2016 | Contemporary hit radio | Republic Records | [ 3 ] |

## Chartplatzierungen
| ChartsChartplatzierungen | Höchstplatzierung | Wochen |
| ------------------------ | ----------------- | ------ |
| Schweden (GLF)           | 56 (2 Wo.)        | 2      |